# Al-Ala
Al-Ala (L'Altissimo) è l'ottantasettesima Sura del Corano, una sura meccana composta da 19 versetti. Questa sura tratta principalmente dell'invito alla riflessione sulla creazione divina e sull'importanza della preghiera e della purificazione spirituale.

## Contenuto

### L'Invito alla Riflessione
Versetti 1-5: La sura si apre con un invito alla riflessione sulla creazione divina, sottolineando l'importanza di riconoscere l'onnipotenza e la grandezza di Allah.

### L'Avvertimento ai Miscredenti
Versetti 6-10: Viene avvertito coloro che rifiutano il messaggio divino della punizione che li attende per la loro incredulità e ostinazione.

### L'Elogio dei Credenti
Versetti 11-17: Viene lodata la rettitudine dei credenti che credono in Allah e compiono azioni giuste, invitandoli a perseverare sulla retta via.

### L'Avvertimento ai Trasgressori
Versetti 18-19: La sura si conclude con un avvertimento ai trasgressori riguardo alla punizione che li attende per le loro azioni ingiuste.

## Analisi
La Sura Al-Ala è importante perché invita alla riflessione sulla grandezza divina manifestata nella creazione e sottolinea l'importanza della fede e della rettitudine morale. Essa avverte i miscredenti della punizione che li attende per la loro incredulità e invita i credenti a perseverare nella loro fede e nel loro comportamento morale. Inoltre, la sura ammonisce i trasgressori riguardo alla punizione che li attende per le loro azioni ingiuste. La sura è quindi significativa per la sua testimonianza della grandezza di Allah e della responsabilità umana di fronte alla verità e alla giustizia.